# Relaciones México-Rumania
Las naciones de México y Rumania establecieron contacto por primera vez en 1880; sin embargo, las relaciones diplomáticas entre ambas naciones se establecieron oficialmente en 1935. Las relaciones se rompieron durante la Segunda Guerra Mundial y se restablecieron en 1973 y han continuado sin cesar desde entonces.
Ambas naciones son miembros de las Naciones Unidas y de la Organización Mundial del Comercio.

## Historia

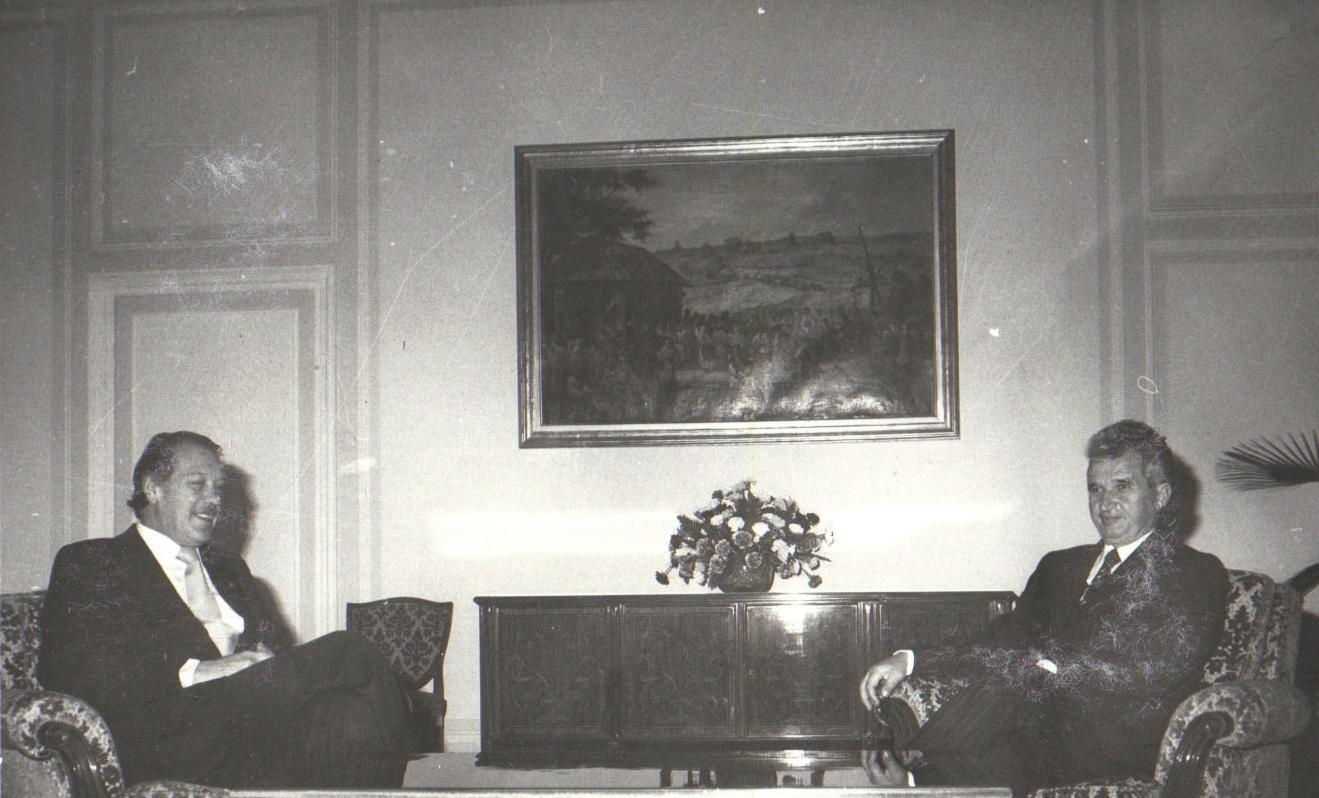
Presidente rumano Nicolae Ceaușescu junto con el Canciller mexicano Jorge Castañeda y Álvarez de la Rosa en Bucarest, 1979.

El conocimiento de México en Rumania se remonta a principios del siglo XVI cuando una serie de manuscritos sobre sacerdotes precolombinos y culturas circuló en Rumania. En el siglo XVII, el maíz (originalmente una cosecha de México) se introdujo en Rumania y en los siglos siguientes, Rumania se convertiría en uno de los mayores productores del maíz. Durante la Segunda intervención francesa en México, varios soldados rumanos participaron con el ejército francés enviado por el Emperador francés Napoleón III para ayudar al Emperador Maximiliano I de México.
El primer contacto oficial entre México y Rumania fue en abril de 1880 cuando entonces el Príncipe Carlos I de Rumania envió una carta al Presidente mexicano Porfirio Díaz informándole de la independencia de Rumanía del Imperio otomano hecho por el Tratado de Berlín en 1878. Las relaciones diplomáticas entre ambas naciones se establecieron oficialmente el 20 de julio de 1935 en París entre los ministros de relaciones exteriores de ambas naciones. 
En 1940, el rey rumano Carlos II de Rumania abdicó de su trono y se exilió, inicialmente a México. El ex rey fue invitado del presidente mexicano Manuel Ávila Camacho y fue invitado a observar el desfile del Día de la Independencia de México en septiembre de 1941. Las relaciones diplomáticas fueron cortadas por México el 24 de diciembre de 1941 cuando Rumania se unió a las potencias del eje durante la Segunda Guerra Mundial.
Relaciones diplomáticas fueron restablecidos en marzo de 1973 entre ambas naciones. Poco después, embajadas residentes se abrieron en ambas capitales. En septiembre de 1989, México cerró su embajada en Bucarest por razones financieras; sin embargo, la embajada fue reabierta en 1995. En 1974, el presidente rumano Nicolae Ceaușescu se convirtió en el primer jefe de Estado rumano en realizar una visita oficial a México. Desde la visita inicial, ha habido otras visitas de alto nivel de Rumania a México, la última en 2015 por parte del primer ministro Victor Ponta. Hasta la fecha sólo ha habido visitas de alto nivel de Cancilleres mexicanos a Rumania. En 2020, ambas naciones celebraron el 85 aniversario desde el establecimiento de relaciones diplomáticas.
En febrero y marzo de 2022, México envió aviones de transporte militar a Rumania para recoger a ciudadanos mexicanos, sus familiares ucranianos y ciudadanos latinoamericanos que residían y salieron de Ucrania debido a la invasión rusa de Ucrania. El gobierno mexicano también donó suministros humanitarios a los refugiados ucranianos en Rumania.

## Visitas de alto nivel

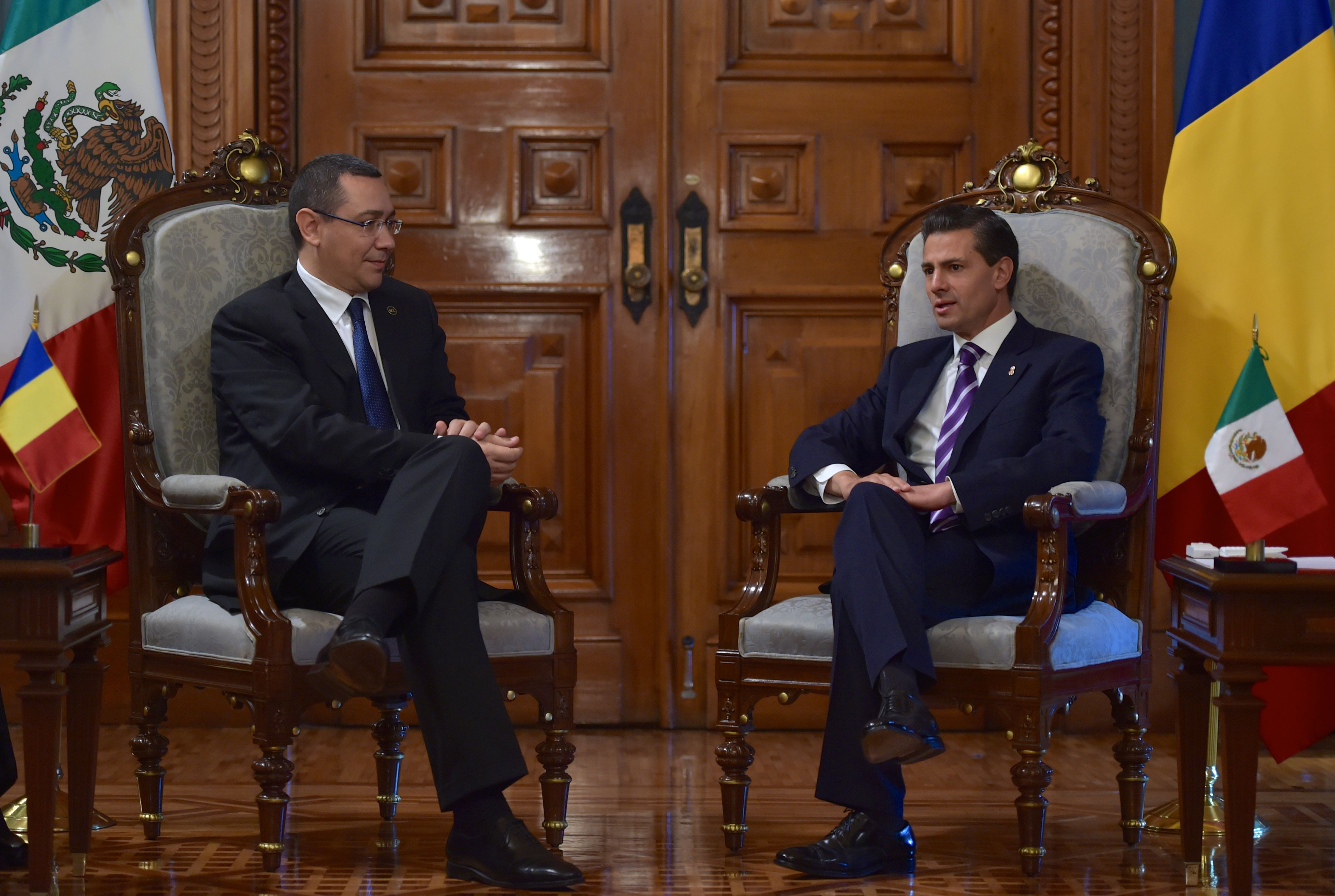
El primer ministro rumano, Víctor Ponta, se reunió con el presidente mexicano, Enrique Peña Nieto, en la Ciudad de México; 2015.

Visitas de alto nivel de México a Rumania
- Secretario de Relaciones Exteriores Jorge Castañeda y Álvarez de la Rosa (1979)
- Secretaria de Relaciones Exteriores Rosario Green (1999)

Visitas de alto nivel de Rumania a México
- Presidente Nicolae Ceaușescu (1974)
- Presidente Emil Constantinescu (2000)
- Presidente Ion Iliescu (2002)
- Primer ministro Victor Ponta (2015)
- Vice primera ministra Ana Birchall (2018)

## Acuerdos bilaterales
Ambas naciones han firmado varios acuerdos bilaterales, como un Acuerdo de Cooperación Cinematográfica (1974); Acuerdo de Cooperación Económica, Industrial, Agropecuaria y Ambiental (1974); Acuerdo de Minería y Cooperación Energética (1974); Acuerdo de Cooperación Petrolera y Petroquímica (1974); Acuerdo de Cooperación Turística (1994); Acuerdo de Cooperación Científica y Técnica (1994); Acuerdo de Cooperación Cultural, Juvenil y Deportiva (1999); Acuerdo de Cooperación para el Combate al Tráfico Ilícito de Estupefacientes y Sustancias Psicotrópicas y Delitos Conexos (1999); y un Acuerdo para evitar la doble imposición y la evasión fiscal (2001).

## Comercio
En 1997, México y la Unión Europea (que incluye a Rumania que se unió al sindicato en 2007) firmaron un acuerdo de libre comercio. En 2023, el comercio bilateral entre ambas naciones ascendió a $709 millones de dólares. Las principales exportaciones de México a Rumania incluyen: materiales de construcción, partes de automóviles, papel, cerveza y tequila. Las principales exportaciones de Rumania a México incluyen: cilindros, circuitos, partes de automóviles y cables de fibra óptica. Las compañías multinacionales mexicanas  Grupo Alfa, Grupo Bimbo, Cemex y Sigma Alimentos (entre otros) operan en Rumania. La empresa rumana de gaming, Amber, opera en México.

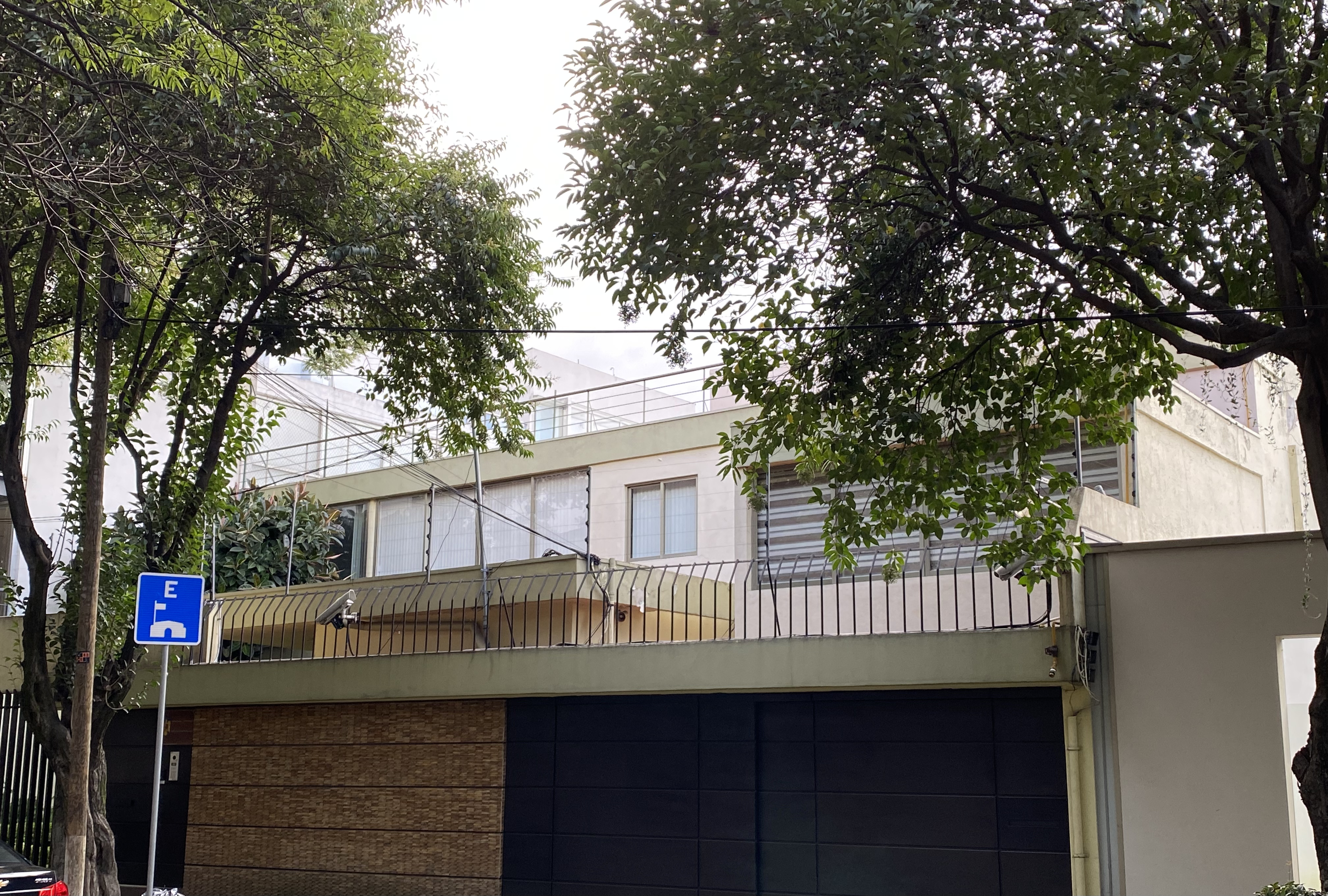
Embajada de Rumania en la Ciudad de México

## Misiones diplomáticas residentes
- México tiene una embajada en Bucarest.[13]
- Rumania tiene una embajada en la Ciudad de México.[14]